# 조아킴 뮈라
조아킴 뮈라(프랑스어: Joachim Murat, 1767년 3월 25일 ~ 1815년 10월 13일)는 프랑스의 군인이다. 나폴레옹의 최측근 중에 한 명으로 나폴레옹과 친인척이었으며, 나폴리 왕국의 국왕으로 재임(1808년 - 1815년)하기도 했다. 나폴레옹의 세력에서 뮈라는 장 란과 더불어 2인자였는데 그의 기병은 전유럽을 공포에 떨게 했다. 조아킴 뮈라는 기병의 전문가이며 그 외에 실제로도 싸움을 굉장히 잘했다.

## 생애

### 출세
1767년 여관집의 아들로 태어난 뮈라는 학력이라고는 전혀 없었다. 아무 교육도 받지 않은 채 성인이 된 뮈라는 1787년 기병연대에 입대했으며, 1792년 전쟁이 일어나자 빠르게 진급하기 시작했다. 1795년 10월, 나폴레옹이 왕당파 반란의 진압 임무를 맡게 되자, 뮈라는 파리시에 포병대를 투입하는 데 공을 세웠다. 뮈라가 기병을 이용해 빼돌린 대포를 파리 시의 고층 건물의 옥상에 설치하는데 성공한 나폴레옹은 포병 화력으로 왕당파의 반란을 성공적으로 진압했다.

### 전투에서의 활약
1796년, 나폴레옹의 이탈리아 원정 때 전속부관이 되었다. 이탈리아 원정과 이집트 원정에서 계속해서 큰 공을 세웠으며, 브뤼메르 18일 쿠데타때 중요한 몫을 맡아 성공적으로 수행했다. 이 쿠데타의 성공으로 제1집정이 된 나폴레옹은 누이동생 카롤린을 뮈라와 혼인시켰다.
1800년, 마렝고 전투를 승리로 이끈데 이어 1801년 부르봉 왕가가 다스리던 나폴리 왕국에 폴리뇨 조약을 강요하여 이탈리아 반도를 제압했다. 1804년 12월 2일, 나폴레옹이 제위에 오르자 뮈라는 원수로 승진했다.
1805년, 울름에서 오스트리아군의 발을 묶은 후 항복시킴으로써 아우스터리츠 전투에서 결국 오스트리아와 러시아가 패전하는 결정적 요인을 제공했다. 이듬해인 1806년에는 예나 전투에서 기병대를 이끌고 프로이센군을 추격하여 섬멸했다. 그의 경력 중에서도 가장 빛나는 것은 1807년의 아일라우 전투에서의 기병 돌격으로, 심각한 위기에 빠져 있던 나폴레옹의 본대를 구원하고 프랑스군의 상황을 일거에 반전시킨 것으로 유명하다.

### 나폴리의 왕

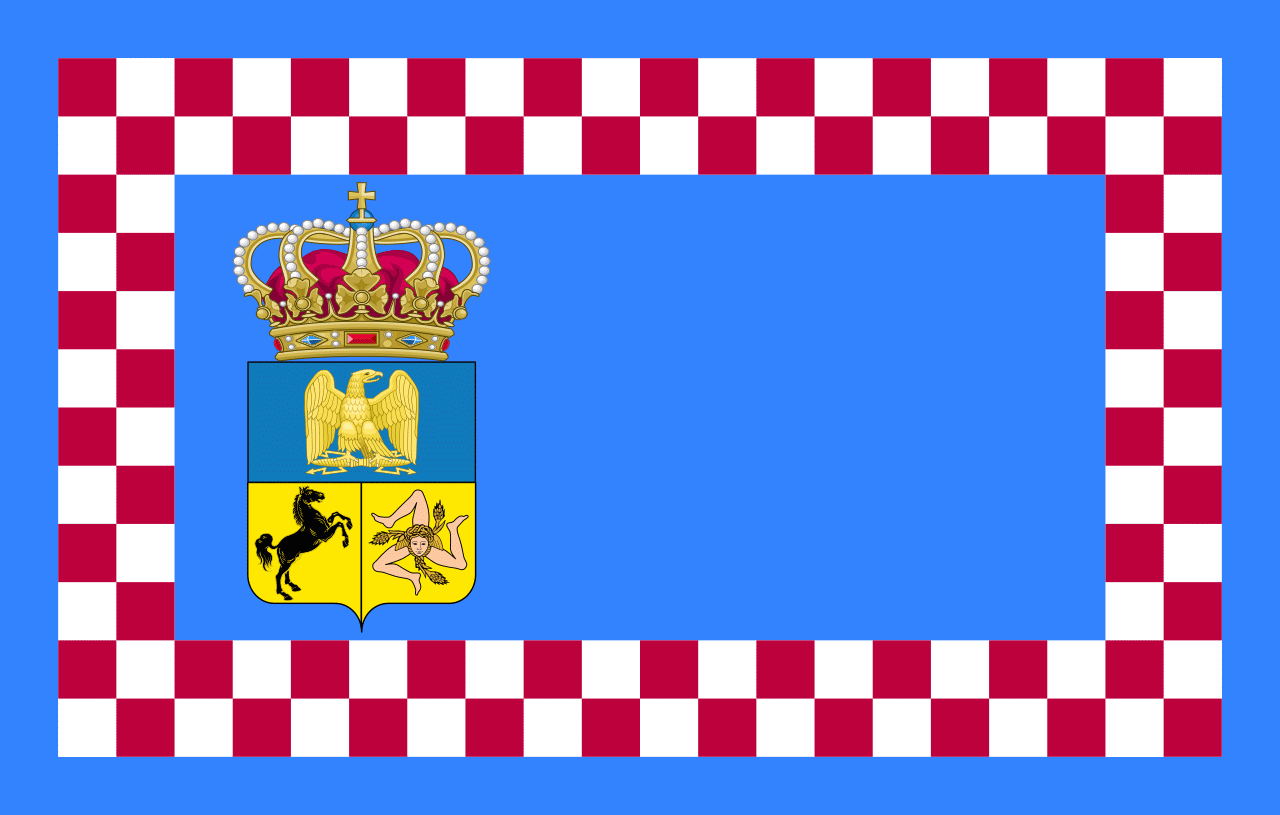
조아킴 뮈라가 국왕으로 재임할때만 사용되었던 나폴리 왕국의 국기.

아일라우 전투의 공로로 뮈라는 대공의 작위에 올랐지만, 뮈라는 이에 만족하지 못하고 실질적인 권한이 있는 고위직을 꿈꾸었다. 에스파냐에서 국왕 카를로스 4세와 왕세자 페르난도 7세 사이의 권력투쟁이 계속되자, 뮈라는 양자를 모두 퇴진시키고 자신이 에스파냐의 왕위에 오르려는 음모를 획책했다. 에스파냐 국민들의 정서와 동떨어진데다가 세련되지조차 못했던 이 음모는 양자의 퇴진까지는 강요하는 데 성공했으나, 마드리드 폭동을 불러일으켰다.
1808년 5월 2일에 발생한 폭동은 뮈라가 이끄는 프랑스 군에 의해 잔인하게 진압되었으나 에스파냐 사람들이 서로 뮈라를 죽이려고 혈안이 된 상태였기 때문에 뮈라의 에스파냐 왕위로의 꿈은 이미 산산조각난 후였다. 이에 나폴레옹은 뮈라를 위로하기 위하여 원래 나폴리의 왕이였던 그의 형 조제프 보나파르트를 나폴리 대신 에스파냐의 왕으로 봉하고, 그를 나폴리 왕국의 왕으로 봉했다.
뮈라는 나폴리의 왕으로 부임한 후, 1812년 자유주의적 헌법을 채택하여 남부 이탈리아에 자유주의의 씨를 뿌렸다(→나폴리 반란). 또한 이탈리아의 통일이 필연적으로 이루어질 수밖에 없으며 누가 그 지도적 위치에 서느냐의 문제만 남았다는 것을 직감적으로 깨달은 뮈라는 자신의 그 지도적 위치에 서기 위하여 후일 리소르지멘토에서 중요한 역할을 수행하게 될 비밀결사들을 고무함으로써 민족주의의 씨도 뿌렸다.
1812년 러시아 원정이 시작되자 뮈라는 나폴레옹을 종군하여 보로디노 전투에서 다시 큰 공을 세웠으나 모스크바로부터 철퇴하는 프랑스군의 질서정연한 후퇴를 명령받았음에도 불구하고 자신의 왕국 나폴리가 걱정되어 홀로 서둘러 귀국함으로써 엄청난 재난을 초래했다. 러시아 원정의 파국적인 결과로 제4차 대프랑스 동맹이 결성되자, 뮈라는 나폴레옹에 대한 충성을 유지할 것인지 동맹국들과 협상하여 자신의 지위를 온존할 것인지를 두고 고심하며 애매한 태도를 취했다. 이 애매한 중립 상태는 나폴레옹이 몰락할 때까지 계속되었으며, 뮈라는 빈 회의에 대표사절단을 파견하여 부르봉 왕가에 맞서 자신의 지위를 보전하고자 획책했다.

### 배신과 말년
1813년 라이프치히 전투가 발발하자 뮈라는 나폴레옹이 이 전투에 출진한 사이를 틈타 나폴레옹을 내쫓고 프랑스 제국의 황제가 될 야심을 갖고 있었으며 이 때문에 오스트리아와 내통하고 있었다. 특히 뮈라는 라이프치히 전투가 벌어져도 나폴레옹을 적극적으로 도와주지 않았다. 오히려 라이프치히 전투에 출진하려는 외젠을 막았다. 이 때문에 나폴레옹이 이끄는 프랑스 제국군은 큰 피해를 입은 끝에 패배했으며 프랑스 제국군을 도와주는 폴란드의 용맹스러운 지휘관 조제프 안토니 포니아토스키가 전사했다.
빈 회의에서 결론이 나지 않고 있는 사이, 나폴레옹은 엘바섬을 탈출하여 유명한 백일천하를 시작했다. 뮈라는 마지막 순간에 결정적으로 판단을 그르쳤다. 나폴레옹의 편에 서서 나폴리군을 동원하여 오스트리아를 향하여 진격한 것이다. 이 때의 나폴레옹은 이미 재기할 가망이 전혀 없을 정도로 몰락한 이후였기 때문이였다. 톨렌티노 전투에서 대패한 뮈라는 나폴리 왕국의 국왕에서 쫓겨난 뒤 코르시카로 달아났다. 유랑자가 된 뮈라는 칼라브리아섬에서 나폴리 왕위를 되찾기 위해 반란을 일으켰다가 진압당하고 총살로 생애를 마감했다.

## 기타
- 곱슬머리의 미남에 키가 183cm의 장신[14]인데다가 힘이 장사였으며 괄괄하고 용맹한 뮈라의 성격은 전형적인 호걸이었다. 그러나 뮈라는 기병의 달인이기만할 뿐 전체적인 군사적 식견은 부족했으며 특히 포병 화력은 거의 문외한 수준이었다. 그래서 기병 하나만 제대로 다룰 줄 아는 뮈라의 주전공은 기병이 될 수밖에 없었다. 그는 기병을 이끌 때는 승승장구했으나 포병을 이끌 때에는 힘겨워했다. 그래서 뮈라는 기병을 이끌고 출진한 예나 전투 등에서 눈부신 활약을 보였으나 포병을 이끌고 출진했던 톨렌티노 전투에서는 괴멸적인 패배를 겪었다.
- 나폴레옹의 최측근들 중에서 뮈라는 다른 원수들에 비해 군사 및 정치적 식견이 부족했다. 때문에 군사적인 부분은 장 란과 미셸 네가 보좌했으며 뮈라는 저돌적인 전투 부분만 보좌했다. 그 대신 뮈라에 필적하는 싸움실력을 지닌 프랑스의 원수는 폴란드 장군인 조제프 안토니 포니아토프스키가 유일했다.
- 뮈라는 그 자신이 싸움은 잘했으나 다른 사람을 통제하는 부분은 약했다. 그런데 왕이 되고 싶어하는 뮈라를 위해 나폴레옹은 자신의 형을 에스파냐로 옮기고 뮈라를 나폴리의 왕으로 봉했는데 뮈라가 왕의 재목이 아니라는 것을 알면서도 나폴레옹은 위기의 순간마다 뮈라의 은혜를 입었기 때문에 뮈라가 누구인지 상대적으로 덜 알려진 나폴리의 왕으로 봉했다.
- 심할 정도로 겁이 없어서 다른 원수들과 나폴레옹도 적군의 표적을 피하기 위해 대령 제복을 입고 전투에 참전했는데 뮈라만 유일하게 이에 개의치 않고 당당하게 원수 제복을 그대로 입고 출전했다. 또한 총살당할 때 눈가리개를 거부하고 자신이 총살당하는 모습을 직접 목격했다.
- 뮈라는 나폴리의 국왕이 되자 자신만의 나폴리 왕국 국기로 국기를 변경하였으며 나폴리를 프랑스의 속국의 개념이 아닌 독립적인 왕국으로서 지배해 나갔다. 특히 국왕으로서 정치 자체를 프랑스에서 파견된 관리들이 아닌 나폴리의 원래 주민들 위주로 했으며 자신의 휘하의 주요 관리들을 모두 나폴리 사람들로 임명했다. 이 때문에 뮈라는 프랑스와 사실상 결별 상태가 된 반면 나폴리 사람들에게는 절대적인 지지를 받게 되었다. 이 때문에 뮈라는 훗날 반란에 실패해 처형당하고 시체가 구덩이에 아무렇게나 내팽개쳐졌을 때 그를 존경하던 나폴리 사람 중 하나가 죽음을 무릅쓰고 뮈라를 페르 라셰즈묘지로 가져가서 융숭하게 장례식을 치러줬다.
- 나폴레옹이 이끄는 프랑스군에서 가장 화려하게 옷을 입는 군인은 나폴레옹이 아니라 뮈라였다. 뮈라는 전술적 은폐고 뭐고 다 무시했으며 작전 자체를 아예 짜지 않고 적에 대해서는 무조건적인 돌격뿐이었다. 그러나 뮈라가 어찌나 용맹했던지 작전이 없는 뮈라의 군대가 오히려 승승장구를 했으며 보병 및 포병의 화력에 쉽게 노출되는 그의 화려한 복장은 오히려 그 용맹으로 인하여 적대국의 군대가 바라본 관점에서는 악몽 그 자체였다. 오직 화려함과 용맹만으로 저돌적이고 무식하게 밀어붙인 뮈라는 본의 아니게 심리전에서도 승리를 거머쥐게 되었다.
- 뮈라는 형의 자녀들을 형 대신 맡아 양육하였으며 나폴리의 왕으로 즉위하자 나폴리에서 살 수 있도록 도와줬으며 매달 조카들에게 거액의 연금을 지급했다.
- 뮈라에게 나폴레옹을 배신하고 오스트리아와 내통하라고 조언한 사람은 놀랍게도 뮈라의 아내이자 나폴레옹의 여동생인 카롤린이었다.
- 나폴레옹은 자신을 배신하고 오스트리아에 붙었던 뮈라를 프랑스에서 인정하는 모든 칭호를 박탈했다. 그래서 뮈라보다 덜 용맹한 미셸 네가 기병을 지휘하게 되었는데 이는 결과적으로 나폴레옹의 패망을 확정짓고 말았다. 그러나 뮈라 역시 나폴레옹에게 속죄하기 위해 톨렌티노 전투에 출진했는데 기병이 아닌 포병이었던 탓에 뮈라의 지난 이력과 어울리지 않는 기록적인 패배를 겪게 되었다.
- 그의 아들은 나폴레옹이 칼 14세로부터 몰수한 작위인 퐁트 코르보 공을 받았다. 그 이후 퐁트 코르보 공은 뮈라의 후손들이 계승하고 있다. 현재 퐁트 코르보 공은 1973년 생의 퐁트코르보 공작 조아킴이다.

## 같이 보기
- 프랑스 혁명
- 나폴레옹 전쟁
- 빈 회의
- 나폴리 반란
- 백일천하

| 전임 주세페 1세 | 나폴리 국왕 1808년 ~ 1815년 | 후임 페르디난도 4세&3세 |

| 전임 (막시밀리안 1세 요제프) 대공국으로 승격 | 베르크 대공 1799년~1806년 | 후임 나폴레옹 루이 보나파르트 |